# Clarksville (Arkansas)
Clarksville es una ciudad en el Condado de Johnson, Arkansas, Estados Unidos. Su población era de 7.719 en el censo de 2000. La ciudad es la sede del condado de Johnson.

## Geografía
Clarksville se localiza a 35°27′50″N 93°28′38″O / 35.46389, -93.47722. Según la Oficina del Censo de los Estados Unidos, la ciudad tiene un área de 48,6 kilómetros cuadrados, de los cuales 46,6 km² corresponde a tierra y 2 km² a agua (4,1%)

## Demografía
Para el censo de 2000, había 7.719 personas, 2.960 hogares y 1.918 familias en la ciudad. La densidad de población era 165,8 hab/km². Había 3.240 viviendas para una densidad promedio de 68,6 por kilómetro cuadrado. De la población 87,60% eran blancos, 3,46% afroamericanos, 0,44% amerindios, 0,47% asiáticos, 0,03% isleños del Pacífico, 6,15% de otras razas y 1,85% de dos o más razas. 15,26% de la población eran hispanos o latinos de cualquier raza.
Se contaron 2.960 hogares, de los cuales 30,6% tenían niños menores de 18 años, 50% eran parejas casadas viviendo juntos, 11,3% tenían una mujer como cabeza del hogar sin marido presente y 35,2% eran hogares no familiares. 30,0% de los hogares eran un solo miembro y 15,6% tenían alguien mayor de 65 años viviendo solo. La cantidad de miembros promedio por hogar era de 2,43 y el tamaño promedio de familia era de 3,01.
En la ciudad la población está distribuida con 23,9% menores de 18 años, 12,5% entre 18 y 24, 27,3% entre 25 y 44, 20,0% entre 45 y 64 y 16,3% tenían 65 o más años. La edad media fue 35 años. Por cada 100 mujeres había 92,8 varones. Por cada 100 mujeres mayores de 18 años, había 89,2 varones.
El ingreso medio para un hogar en la ciudad fue de $24.548 y el ingreso medio para una familia $30.758. Los hombres tuvieron un ingreso promedio de $22.052 contra $19.764 de las mujeres. El ingreso per cápita de la ciudad fue de $16.305. Cerca de 16,2% de las familias y 20,3% de la población estaban por debajo de la línea de pobreza, 24,8% de los cuales eran menores de 18 años y 13,4% mayores de 65.

## Educación
Clarksville alberga la University of the Ozarks, una universidad privada y liberal afiliada con la Iglesia Prebisteriana de los Estados Unidos de América.
La educación pública es controlada por el Distrito Escolar de Clarksville. La educación pública está dividida en cinco categorías: Primaria (K-1), Elementaria (2-4), Media (5-6), Preparatoria (7-9) y Secundaria (10-12).

## Curiosidades
- Clarksville fue el lugar de nacimiento del bandolero del Antiguo Oeste, Bill Doolin.